# Boeing Helicopters
Boeing Helicopters – amerykański producent lotniczy, należący do Boeing Integrated Defense Systems.
Firma została założona jako Boeing Vertol, gdy firma Piasecki Helicopter została wykupiona przez Boeinga w 1960 roku. Firma jest odpowiedzialna za projekt i produkcję śmigłowców CH-46 Sea Knight oraz CH-47 Chinook. 
Aktualna nazwa pochodzi z 1987 roku. W 1997 roku, po wykupieniu przez Boeinga przedsiębiorstwa McDonnell Douglas, do Boeing Helicopters włączone zostały dawne zakłady produkcji śmigłowców Hughes Helicopters w Mesie, w stanie Arizona.

## Helikoptery
- CH-46 Sea Knight
- CH-47 Chinook
- V-22 Osprey
- MH-6/AH-6 Little Bird (przejęty od McDonnell Douglas)
- AH-64 Apache (przejęty od McDonnell Douglas)